# Randia genipoides
Randia genipoides là một loài thực vật có hoa trong họ Thiến thảo. Loài này được Dwyer miêu tả khoa học đầu tiên năm 1993.